# Agrostis hideoi
Agrostis hideoi är en gräsart som beskrevs av Jisaburo Ohwi. Agrostis hideoi ingår i släktet ven, och familjen gräs. Inga underarter finns listade i Catalogue of Life.